# André Hansen
André Hansen, né le 17 décembre 1989 à Oslo en Norvège, est un footballeur international norvégien. Il évolue au poste de gardien de but à l'Odds BK.

## Biographie

### En club
En fin de contrat avec le Lillestrøm SK au terme de l'année 2010, André Hansen quitte le club librement pour rejoindre l'Odds BK en janvier 2011. Le transfert est annoncé dès le 9 juillet 2010.
En octobre 2014 est annoncé le transfert de André Hansen au Rosenborg BK pour la saison suivante.
En janvier 2024, André Hansen fait son retour à l'Odds BK après neuf saisons passées au Rosenborg BK. Le transfert est annoncé le 5 décembre 2023.

### En sélection
Le 31 octobre 2022, Hansen annonce mettre un terme à sa carrière internationale. Il explique son choix par l'envie d'avoir plus de temps avec sa famille et notamment sa fille de six ans, en se consacrant uniquement à son club. Au total il joue onze matchs avec la sélection entre 2013 et 2022, ayant surtout un rôle de doublure ou de troisième gardien dans la hiérarchie.

## Palmarès
- Championnat de Norvège : 2015 et 2016

## Statistiques
| Saison | Club          | Pays          | Championnat | Coupes nationales | Coupes d'Europe | Norvège |
| ------ | ------------- | ------------- | ----------- | ----------------- | --------------- | ------- |
| 2009   | Lillestrøm SK | Tippeligaen   | 2 matchs    | ?                 | -               | -       |
| 2009   | KR Reykjavík  | Pepsi deildin | 8 matchs    | ?                 | -               | -       |
| 2010   | Lillestrøm SK | Tippeligaen   | 1 match     | ?                 | -               | -       |
| 2011   | Odd Grenland  | Tippeligaen   | 30 matchs   | 1 match           | -               | -       |
| 2012   | Odd Grenland  | Tippeligaen   | 29 matchs   | 1 match           | -               | -       |
| 2013   | Odd Grenland  | Tippeligaen   | 6 matchs    | -                 | -               | 1 match |

Dernière mise à jour le 1er mai 2013